# Кливленд, Антониус
Антониус Кливленд (англ. Antonius Cleveland; родился 2 февраля 1994, Мемфис, Теннесси, США) — американский профессиональный баскетболист, играющий на позициях атакующего защитника и форварда.

## Ранний период жизни
Кливленд родился в Мемфисе, штат Теннесси, и был единственным ребёнком матери Шонды Боуи.
Кливленд начал свою баскетбольную карьеру в старшей школе Овертон в Мемфисе, где он учился на первом и втором курсе. Он перевелся в старшую школу Джермантаун в соседнем Джермантауне, где он учился в предпоследнем классе. Кливленд провел последний год в христианской академии в Лудовики, штат Джорджия.

## Карьера в колледже
Кливленд играл за Юго-Восточный государственный университет Миссури в течение четырёх сезонов, где он был лучшим бомбардиром команды.

## Профессиональная карьера
Кливленд не был выбран на драфте НБА 2017 года.
24 октября 2017 года, он был назначен в партнерскую команду «Санта-Крус Уорриорз» в G-лиге НБА.
17 ноября 2017 года Кливленд подписал контракт с «Даллас Маверикс». Позже тем же вечером он дебютировал в НБА в матче против «Миннесота Тимбервулвз».
22 февраля 2018 года «Атланта Хокс» подписали с Кливлендом 10-дневный контракт. Он подписал свой второй 10-дневный контракт с «Атлантой» 4 марта.
Он вернулся в «Санта-Крус Уорриорз» в сезоне 2018-19.
25 июля 2019 года Кливленд вновь подписал двусторонний контракт с «Даллас Маверикс» и «Техас Леджендс».
Затем он присоединился к фарм-клубу «Тандер» в G-лиге — «Оклахома-Сити Блю».
2 августа 2021 года Кливленд подписал контракт с австралийской командой «Иллаварра Хокс» на сезон НБЛ 2021—2022 годов. Он был назван лучшим защитником НБЛ .
9 июня 2022 года Кливленд подписал контракт с «Аделаида 36». Он получил вторую подряд награду «Лучший защитник НБЛ» за сезон 2022-23 .
8 февраля 2023 года Кливленд подписал краткосрочный контракт с «Хапоэль Эйлат» из Израильской баскетбольной премьер-лиги.
27 июля 2023 года Кливленд подписал контракт с «Маккаби Тель-Авив» из Израильской баскетбольной премьер-лиги.
Контракт с «Локомотивом-Кубань» заключил в июле 2024 года. 14 июня 2024 года покинул команду..
14 июня 2025 года подписал двухлетний контракт с «ЦСКА Москва».